# Seth Wescott
Seth Wescott (* 23. června 1976 Durham, Severní Karolína, USA) je americký snowboardista.
Začínal jako lyžař, v deseti letech přešel na snowboard. Absolvoval Carrabassett Valley Academy a v roce 1995 se stal reprezentantem USA.
Je dvojnásobným olympijským vítězem v snowboardcrossu z let 2006 a 2010. Na mistrovství světa ve snowboardingu vyhrál v roce 2005 a byl druhý v letech 2003, 2007 a 2011. Na X Games byl druhý v letech 2004, 2005 a 2010 a třetí v roce 2007. Vyhrál čtyři závody světového poháru.
V roce 2006 byl jako olympijský vítěz pozván na setkání s prezidentem George W. Bushem, ale odmítl s vysvětlením, že nesouhlasí s Bushovou politikou.
Vystupoval v televizním seriálu The Colbert Report. Je spolumajitelem restaurace v lyžařském areálu Sugarloaf ve státě Maine.